# Новоивановское сельское поселение (Крым)
Новоива́новское се́льское поселе́ние (укр. Новоіванівське сільське поселення, крымскотат. Новоивановка кой юрту) — муниципальное образование в составе Черноморского района Республики Крым России.

## География
Поселение расположено на востоке района, в степном Крыму, выходя к западному берегу озера Донузлав, у границы с Сакским районом. Граничит на северо-востоке с Красноярским, на севере с Кировским, на западе с Краснополянским, на юго-западе с Окунёвским и на юге с Медведевским сельскими поселениями.
Площадь поселения 163,72 км².
Основная транспортная магистраль: автодорога Основная транспортная магистраль: автодорога 355Н-605 (от шоссе Черноморское — Евпатория) (по украинской классификации — С-0-11704).

## Население
| 2001  | 2014  | 2015  | 2016  | 2017  | 2018  | 2019  |
| ----- | ----- | ----- | ----- | ----- | ----- | ----- |
| 1531  | ↘1106 | ↘1104 | ↘1089 | ↘1073 | ↘1071 | ↘1059 |
| 2020  | 2021  |       |       |       |       |       |
| ↘1052 | ↗1079 |       |       |       |       |       |

## Состав сельского поселения
Поселение включает 2 населённых пункта:
| № | Населённый пункт | Тип населённого пункта | Население на 2014 год |
| - | ---------------- | ---------------------- | --------------------- |
| 1 | Новоивановка     | село, центр            | ↘876                  |
| 2 | Хмелево          | село                   | ↘230                  |

## История
В 1959 году в Крымской области УССР в СССР был образован Новоивановский сельский совет. На 15 июня 1960 года в составе совета числились населённые пункты:
| - Вольное - Камышино - п Карельское - п Кирилловка | - Красноярское - Ленское - Медведево - Новоивановка | - п Озёровка - п Солёное - п Сычёво - Хмелево |

К 1968 году ликвидировано Сычёво, к 1 января 1977 года был создан Медведевский сельсовет, куда отошли Медведево и Озёровка, упразднены Камышино, Карельское, Кирилловка и Солёное. 19 июля 1991 года выделен Красноярский сельсовет с сёлами Красноярское и Ленское. С 1 июля 1977 года по 1985 год ликвидировано Вольное (в списках упразднённых после этой даты населённых пунктов не значится).
С 12 февраля 1991 года сельсовет в восстановленной Крымской АССР, 26 февраля 1992 года переименованной в Автономную Республику Крым. С 21 марта 2014 года в составе Крыма аннексировано Россией. Законом «Об установлении границ муниципальных образований и статусе муниципальных образований в Республике Крым» от 4 июня 2014 года территория административной единицы была объявлена муниципальным образованием со статусом сельского поселения.